# مبنى غوانزو الدولي
مبنى غوانزو الدولي يُسمى أيضًا فندق غوانزو الدولي هي ناطحة سحاب تتكون من 63 طابقًا، يبلغ ارتفاعها 200 متر (660 قدم)، يقع المبنى في مدينة غوانزو في الصين. تم تصميم البرج من قبل المعماري والمهندس المدني رونغ بايشنغ من معهد البحوث والتصميم المعماري لمقاطعة غوانزو في عام 1985. عندما اكتمل البناء في عام 1990، أصبح المبنى أطول مبنى في الصين، وأول ناطحة سحاب بطول 200 متر في البلاد.